# Relação de Planck-Einstein
A relação de Planck–Einstein é também conhecida como relação de Einstein, ou como relação de frequência-energia de Planck, relação de Planck, e equação de Planck. A expressão fórmula de Planck também pertence a esta lista, mas muitas vezes se refere à lei de Planck Esses vários epônimos são usados de maneira esporádica. Referem-se a uma fórmula integral da mecânica quântica, que estabelece que a energia de um fóton E é proporcional à sua frequência, ν:
{\displaystyle E=h\nu }
A constante de proporcionalidade, h, é conhecida como constante de Planck. Existem várias formas equivalentes da relação. 

A relação explica a natureza quantizada da luz, e desempenha um papel decisivo no entendimento de fenômenos como o efeito fotoelétrico, e a lei de Planck da radiação de corpo negro. 

## Formas espectrais
A luz pode ser caracterizada usando várias quantidades espectrais, como a frequência ν, comprimento de onda λ, número de onda {\displaystyle \scriptstyle {\tilde {\nu }}}, e seus equivalentes angulares (frequência angular ω, comprimento de onda angular y, e número de onda angular k). Essas grandezas se relacionam pela equação
{\displaystyle \nu ={\frac {c}{\lambda }}=c{\tilde {\nu }}={\frac {\omega }{2\pi }}={\frac {c}{2\pi y}}={\frac {ck}{2\pi }},}
então a relação de Planck pode ter as seguintes formas "padrão"
{\displaystyle E=h\nu ={\frac {hc}{\lambda }}=hc{\tilde {\nu }},}
assim como as seguintes formas 'angulares',
{\displaystyle E=\hbar \omega ={\frac {\hbar c}{y}}=\hbar ck.}
As formas padrão fazem uso da constante de Planck h. As formas angulares fazem uso da constante reduzida de Planck ħ = ⁠h/2π⁠. Aqui, c é a velocidade da luz.

## Relação de de Broglie
A relação de de Broglie, também conhecida como relação momento–comprimento de onda de de Broglie, generaliza a relação de Planck para ondas de matéria. Louis de Broglie argumentou que se as partículas possuem natureza de onda, a relação E = hν também se aplicaria para elas, e postulou que as partículas teriam um comprimento de onda igual a λ = ⁠h/p⁠. Combinando o postulado de de Broglie com a relação de Planck–Einstein resulta em
{\displaystyle p=h{\tilde {\nu }}} ou
{\displaystyle p=\hbar k.}
A relação de de Broglie também é algumas vezes encontrada na forma vetorial
{\displaystyle \mathbf {p} =\hbar \mathbf {k} ,}
onde p é o vetor momento, e k é o vetor de onda angular.

## Condição de frequência de Bohr
A condição de frequência de Bohr estabelece que a frequência de um fóton absorvido ou emitido durante uma transição eletrônica relaciona-se à diferença de energia (ΔE) entre os dois níveis de energia envolvidos na transição:
{\displaystyle \Delta E=h\nu .}
Isso é uma consequência direta da relação de Planck–Einstein.